# Joan de Comenge
Joan de Comenge (maig de 1336-1339), va ser comte de Comenge i vescomte de Torena des del seu naixement fins que va morir. La seva desaparició va provocar una violenta disputa de successió al comtat de Comenge entre, d'una banda, la seva mare i les seves germanes i, per l'altra, el seu oncle patern Pere Ramon, que impugnava el dret de les noies a heretar el comtat.

## Elements biogràfics
Fill pòstum del comte Bernat VIII de Comenge, que havia tingut filles durant la seva vida, Joan va ser reconegut des del seu naixement, ocorregut ell maig de 1336, com a comte de Comenge i vescomte de Torena, segons els termes expressats en el testament patern. Aquest document establia com a hereu el fetus portat per la seva dona aleshores embarassada, si era home, o en la seva absència la gran de les seves filles, Cecília, que acabava de casar-se amb l'infant Jaume, comte d'Urgell, fill petit de rei Alfons d'Aragó i germà del rei Pere el Cerimoniós.

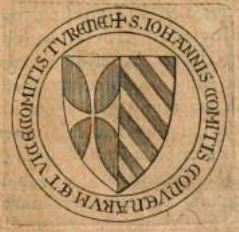
Segell de Joan de Comenge.

La mare de Joan, Marta de l'Isla Jordan, tercera esposa de Bernat VIII, va mantenir la tutela del jove comte i el govern de la seva herència, és a dir, el comtat de Comenge i el vescomtat de Torena.
El comte Joan va morir a principis de l'any 1339 i va ser enterrat al monestir de les clarisses de Samatan.
La seva desaparició va provocar un litigi successori al comtat de Comenge entre, d'una banda, la seva mare i les seves germanes, hereves segons el testament de Bernat VIII, i de l'altra el seu oncle Pere Ramon, germà de Bernat VIII, que els va disputar el dret argumentant que és tractava d'un feu masculí. Després d'uns mesos de guerra i anys de lluita legal, Pere Ramon es va imposar com a comte de Comenge mentre que Cecíla, la gran de les germanes de Joan, va ser reconeguda com a vescomtessa de Torena.